# Svendborg Turistforening (Ekstra)
|  | Denne artikel er oprettet af botten PalnaBot ud fra en ekstern database. Den kan derfor have sproglige fejl eller mangler. Denne skabelon kan fjernes efter kontrol af indholdet. |

Svendborg Turistforening (Ekstra) er en film med ukendt instruktør.

## Handling
Sejlads på Svendborg Sund, Lunkebugten. Scener fra Valdemars slot på Tåsinge. Troense, Tåsinge.